# نعل اسب

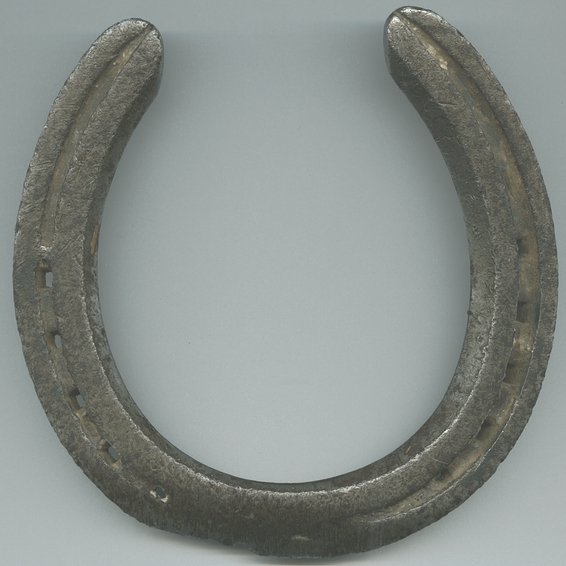
نعل اسب‌های مدرن اغلب از فولاد ساخته شده و به دیواره‌های سُم میخ می‌شوند.

نعل اسب، محصول ساخته‌شده‌ای است که بیشتر و معمولاً از فلز ساخته شده؛ هرچند قسمت‌هایی از آن، یا گاهی همهٔ آن را از مواد مصنوعیِ مدرن هم می‌سازند. این محصول برای محافظت سم اسب در برابر سایش طراحی و ساخته شده‌است. نعل اسب در قسمت کف سم (پالمار)، از طریق دیوارهٔ غیرِ حساسِ سُم، و بر روی آن، معمولاً میخ‌کوبی می‌شود، که بافت آن دیواره در مقایسه با آناتومیِ بدنِ انسان به ناخن شصت پا شبیه است؛ هر چند بسیار بزرگتر و ضخیم‌تر است. با این حال، در بسیاری از موارد برای نصب نعل استفاده از چسب هم متداول است.
نصب و پردایش نعل اسب حرفه‌ای تخصصی است، انجام آن توسط یک نعل‌بند، که متخصص در آماده‌سازیِ پا، ارزیابی دشواری‌های بالقوهٔ لنگش، و نصب نعل مناسب، از جمله توجه به ویژگی‌ها، و ارائهٔ چاره‌اندیشی‌های درمانی و چاره‌سازی‌ها؛ که می‌تواند مورد نیاز باشد، انجام می‌شود. در برخی از کشورها، مانند بریتانیا، انجام پیشهٔ نعلبندی از نظر قانونی تنها به افراد دارای مهارت‌ها و تجربه‌های ویژه محدود شده‌است. در برخی دیگر از جاها، مانند ایالات متحده آمریکا، که در آنجا داشتن مجوز حرفه‌ای به صورت قانونی مورد نیاز نیست، سازمان‌های حرفه‌ای ارائهٔ برنامه‌های صدور گواهینامه برای افراد واجد شرایط همچنین شناسایی و معرفی آنان را بر عهده دارند.
نعل اسب در گونه‌های گسترده‌ای؛ چه از نظر جنس مواد به کار رفته و نیز از منظر سبک و ویرایش و کیفیت، در دسترس است. هر نوع هم برای انواع مختلف اسب و نیز برای کاری که آن‌ها انجام می‌دهند بهسازی شده و توسعه یافته‌اند. رایج‌ترین مواد که نعل اسب از آن ساخته می‌شود فولاد و آلومینیوم است، امادر ساختن نعل تخصصی ممکن است از لاستیک، پلاستیک، منیزیم، تیتانیوم، یا مس هم استفاده شود. به نظر می‌رسد که استفاده از فولاد در ورزش‌هایی که در آن‌ها دوام و استحکام ضرورتاً مورد نیاز است، ترجیح داده می‌شود مانند چوگان، سوارکاری، پرش با اسب نمایشی، و اسب سواری‌های غربی (وسترن) است. نعل اسب‌های آلومینیومی سبکترند، بنابراین آن‌ها را در مسابقه‌های اسب دوانی، که در آن یک نعل اسب سبک‌تر مورد نظر است، عموماً استفاده می‌شود، و اغلب باعث تسهیل انواع خاصی از جنبش‌ها می‌شود، و همچنین در متد و روش درساژ نیز مورد استفاده قرار گرفته‌است. برخی از نعل اسب‌ها دارای «کالکین»، یا «کالک»، هستند: که آن برآمدگی در قسمت پنجهٔ پا یا پاشنهٔ نعل، یا در هر دو، (جلو یا عقب نعل) به منظور ارائه کشش اضافی به اسب ازآنها استفاده می‌شود.
خرافاتی در مورد نعل اسب در دنیا وجود دارند. زمانی که نعل اسب به عنوان یک طلسم نگهداری می‌شود، اشاره به این باور است که: نعل اسب اقبال نیک می‌آورَد. برخی معتقدند که آویختن آن به صورت سر به بالا (دو انتها به سوی بالا) موفقیت و شانس را مانند یک ظرف ذخیره‌سازی می‌کند؛ مثلاً، هر گونه شانس و اتفاقِ خوبِ معَلّق و شناورِ در حال گذر را. نعل اسبی که به صورت وارونه آویزان شده‌باشد بد شانسی می‌آورَد، از آنجا که اتفاق‌های خوب نگهداری نمی‌شوند و به بیرون می‌ریزند. گروهی دیگر معتقدند که نعل اسب باید به صورت وارونه آویزان شود زیرا در آن صورت شانس‌ها و موفقیت‌هایی را که نعل اسب گِرد آورده بر مردم اطراف خود می‌پراکَنَد. گونهٔ تلطیف‌شده‌ای از نعل اسب برای بازی همه‌پسند پرتاب نعل اسب ساخته شده و استفاده می‌شود.

## پیشینه

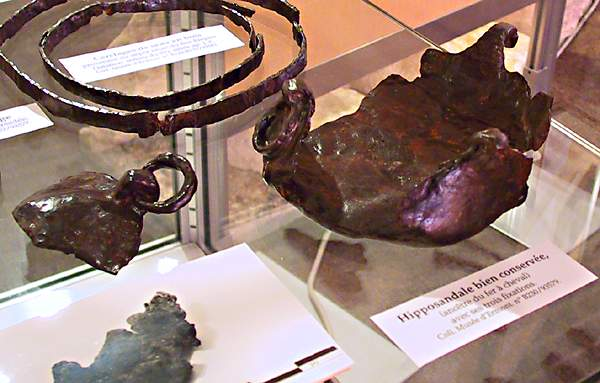
سندل اسب آبی سلف قدیمی نعل، نعل اسب ویژهٔ رومی که در سال ۲۰۰۰ در فرانسه توسط شکارچیان گنج (به‌طور غیرقانونی) کشف شد، و سندل اسب آبی نام گرفته.

از روزگاران نخستینِ اهلی‌سازی اسب، و حیوانات کار شرایط بسیار دشواری که منجر به شکستگی یا سایش بیش از حد سُم در میان این چارپایان می‌شد وجود داشت. مردم باستان از دیرباز نیاز به وجود یک پوشش اضافی ورای بافت‌های سختِ طبیعیِ دیواره‌ها (و گاهی اوقات تنها) و نیز از قسمت‌هایی از سم داخلی اسب را می‌شناخته‌اند و به اهمیت آن پی برده‌بودند. یک نمونهٔ اولیهٔ حفاظت سُم در آسیای باستان دیده شده، که در آن سم اسب در پوست خام (دباغی‌نشده)، چرم یا مواد دیگر برای هر دو هدفِ درمانی و حفاظت و پیش‌گیری پیچیده شده، دیده می‌شود. از یافته‌های باستان‌شناسی در بریتانیا، رومی‌ها به نظر می‌رسد در تلاش برای محافظت سم‌ها، پای اسب خود را با یک بند در یک کفهٔ جامد "سندل اسب‌" که دارای شباهت کمی به بوت سم مدرن است قرار دهند.
مورخان، نظریه‌های متفاوتی در مورد منشأ نعل اسب ابراز کرده‌اند. از آنجا که آهن کالای پر ارزشی بوده، همیشه و در همهٔ زمینه‌ها، هر جسم آهنی فرسوده‌ای به منظور بازیافت ذوب گشته و سپس مورد استفادهٔ مجدد قرار می‌گرفته، پیدا کردن گواه و مدرکِ روشنِ باستان‌شناسی در این مورد کاری بس دشوار است. هرچند که برخی این امتیاز را به درُویدها داده‌اند، هیچ گواه استواری برای پشتیبانی از این ادعا وجود ندارد. در سال ۱۸۹۷ چهار نعل اسب برنزی با آنچه که ظاهراً سوراخ‌هایی برای سوار کردنشان هستند، در مقبره‌های اتروسکی متعلق به حدود ۴۰۰ سال قبل از میلاد پیدا شده‌است. این ادعا که رومیان «کفش استر» را، در زمانی پس از، ۱۰۰ سال قبل از میلاد اختراع کرده‌اند توسط برخی از مورخان با منبعی از کاتولوس که در ۵۴ سال قبل از میلاد درگذشته قابل پشتیبانی است. با این حال، مفهوم از این منابع در اشاره به استفاده از «نعل اسب» و «کفش اَستَر» در رم، ممکن است اشاره به چکمه‌های چرمی «سندل اسب آبی» که توسط یک صفحهٔ آهنی تقویت می‌شده، بوده تا نعل اسب میخ شده.
منابع موجودی که به نعلِ قابل میخ‌کوبی اشاره دارند به نسبت تازه هستند، برای اولین بار آن‌ها حدود سال‌های ۹۰۰ میلادی ظاهر شده‌اند، اما با توجه به اینکه برخی از آن‌ها در لایه‌هایی از خاک یافت شده احتمال استفادهٔ زودتر وجود دارد. هیچ‌یک از منابع موجود به میخ نعل اسب قبل از سلطنت امپراتور لئوی ششم و از سال ۹۷۳ گاه به گاه مراجعی به آن‌ها را می‌توان یافت. اولین رکورد روشن از نعل اسب آهنی اشاره به «هلالی‌شکل‌های آهنی و میخ‌هایشان» در ۹۱۰ میلادی است. شواهدی که نشان از بودن نعل میخی تا پیش از ۵۰۰ یا ۶۰۰ میلادی از هر نوع داشته باشد بسیار ناچیز است؛ هرچند که یافته‌ای به تاریخ سدهٔ پنجم از یک نعل اسب، به‌طور کامل همراه با میخ‌ها، که در آرامگاه شاه فرانکی شیلدریک یکم من در تورنه، بلژیک پیدا شده‌است.
حدود ۱۰۰۰ میلادی، نعل اسب برنز ریخته‌گری شده با سوراخ میخ‌هایش در اروپا رایج شد. وجه مشترک طراحی آن‌ها داشتن لبهٔ بیرونی با حاشیه و شش سوراخ میخ بود. در سده‌های ۱۳ و ۱۴ تولید گستردهٔ نعل اسب آهنی را به ارمغان آورد. در زمان جنگ‌های صلیبی (۱۰۹۶ تا ۱۲۷۰)، حضور نعل اسب در همه‌جا گسترده بود و در منابع مختلف در بارهٔ آن نوشته شده‌است. در آن دوره، با توجه به ارزش آهن، نعل اسب حتی به جای سکه در پرداخت مالیات پذیرفته شد.
از سدهٔ ۱۳، نعل در مقادیر زیاد قالب‌ریزی شد و به صورت آماده برای استفاده در دسترس بود. روند نعل‌بندی «نعل داغ» که شکل‌دادن یک نعل اسب تفتیده بلافاصله پیش از نصب آن بر سم اسب است، در سدهٔ ۱۶ رایج شد. نیاز به نعل اسب، هنر و صنعت آهنگری را به «یکی از صنایع دستی اصلی بزرگ روز و قرون وسطی متحول ساخت و به توسعهٔ فلزکاری و متالورژی مدرن کمک کرد.» رساله‌ای نیز در ۱۷۵۱ به نام "بی پا، بدون اسب" ("No Foot, No Horse") که به مفهوم «اسب نداشتن مانند پا نداشتن است» در انگلستان منتشر شد.
در سال ۱۸۳۵، نخستین پروانهٔ ثبت اختراع آمریکا برای یک ماشینِ تولید نعل اسب که توانایی ساختن تا ۶۰ نعل اسب در ساعت را داشت صادر شد.

## استفاده از نعل اسب

### تغییرات زیست‌محیطی مرتبط با اهلی‌سازی
اهلی کردن اسب و تغییرات بسیاری که این روی‌داد با خود به ارمغان آورد به چند دلیل نیاز به نعل را مطرح و روشن ساخت که تعدادی از دلایل، عمدتاً در ارتباط به مدیریت سم‌های اسب‌ها به اندازهٔ انتظار سخت نبودند و آسیب‌پذیری بیشتری در این رابطه از جود نشان می‌دادند. در طبیعت، یک اسب ممکن است در هر روز ۸۰ کیلومتر (۵۰ مایل) سفر کند تا علوفهٔ کافی به دست آورد. با این که اسب‌ها در طبیعت مناطق وسیعی از زمین‌های تحت پوشش خود را می‌پیموده‌اند، حرکت آن‌ها معمولاً با سرعت نسبتاً آهسته‌ای صورت می‌گرفت، مگر اینکه توسط یکی از شکارچیان طبیعی دنبال می‌شدند. آن‌ها همچنین به زندگی در آب و هوای جلگه‌ای خشک تمایل داشته و چنین مسیرهایی را تعقیب می‌کرده‌اند. در نتیجهٔ سفرِ کند اما بدون توقف در آب و هوای خشک سم پاهای اسب به‌طور طبیعی به صورت سمی کوچک، صاف، یک‌نواخت و سخت ساییده می‌شوند. تحریک مداوم کف پا آن را ضخیم و سخت نگه می‌دارد. با این حال، در مورد اسب اهلی، آن گونه که از آن‌ها استفاده می‌شود، با آنچه که آن‌ها در محیط طبیعی خود با آن روبرو بوده‌اند متفاوت است. اسب اهلی از زیستگاه اجدادی خود به مناطق سردتر و مرطوب‌تر آورده شده. این خاکِ نرم‌تر و سنگین‌تر سم‌ها را نرم کرده و آن‌ها را مستعد شکستن (از وسط به دو نیم شدن) می‌کند، و حفاظت از سم را ضروری می‌سازد. در نتیجه، این در شمال اروپا بود که میخ نعل اسب در شکل مدرن آن به وجود آمد.

## نظریه‌ها و بحث‌ها

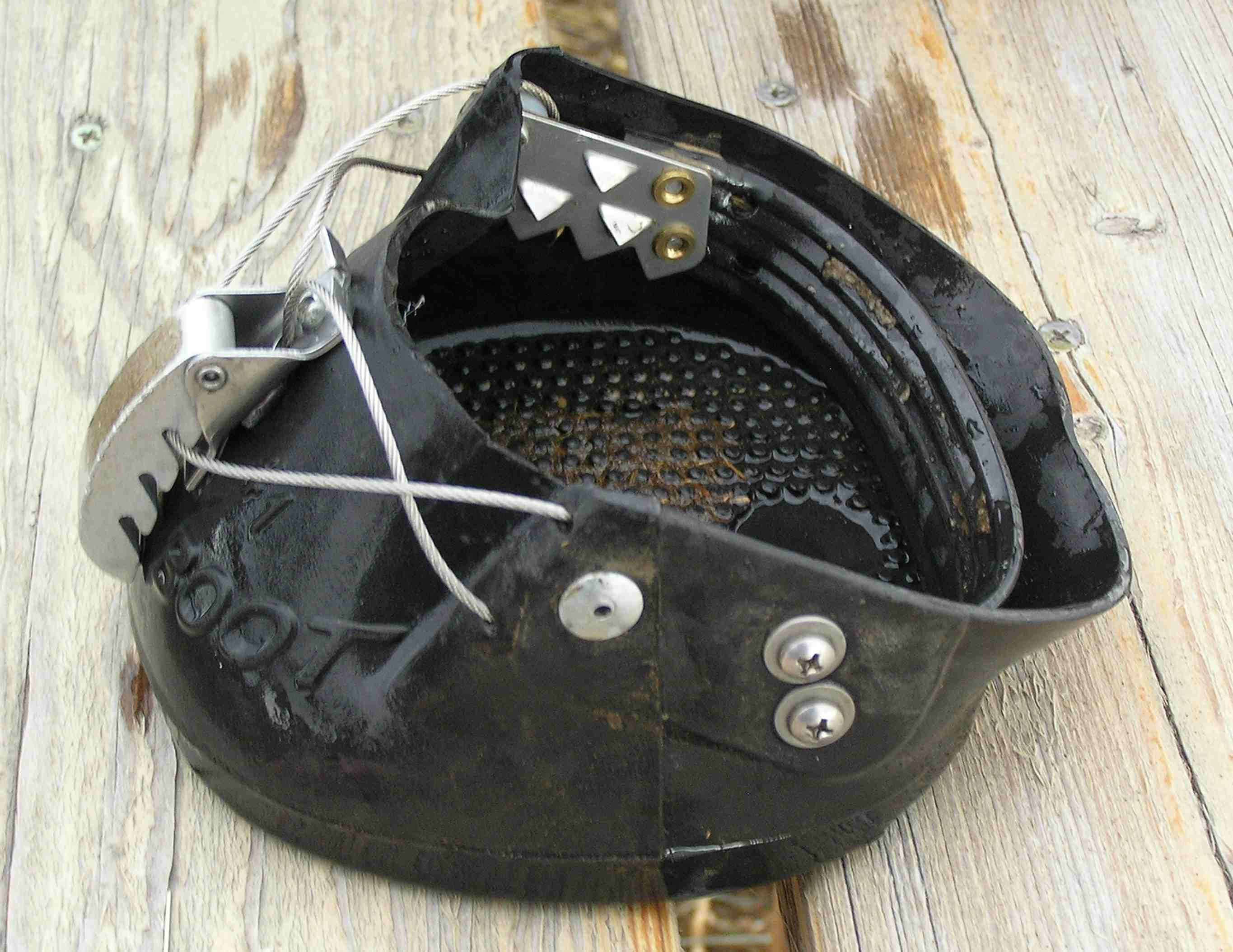
A چکمه سم اسب می‌تواند برای استفادهٔ کوتاه مدت استفاده شود

نعل اسب به مدت‌ها پیش به عنوان یک ابزار کمکی برای یاری و تقویت سم اسب؛ زمانی که در رو در رویی با شرایط گوناگون غیر طبیعیِ اهلی‌سازی، چه به سبب شرایط کار یا اصطبل، یا نحوهٔ مدیریت، قرار گرفته، نگریسته شده‌است. نسل‌های بسیاری از اسب‌ها برای: اندازه، رنگ، سرعت، و صفات دیگر، بدون توجه کافی به کیفیت و سلامت سم در پرورش نژادها داده شده‌اند. برخی از نژادها بیشتر وابسته به نعل اسب هستند مثل اسب‌های وحشی و برخی مانند موستانگ، که توسعهٔ سم قوی در آن‌ها به عنوان یک انتخاب طبیعی است.
با این حال، همهٔ اسب‌های اهلی همیشه به نعل نیاز ندارند. در صورت امکان، سم «پابرهنه»، حداقل همه ساله برای بخشی از سال، گزینهٔ سالم برای بیشتر اسب‌ها است. با این حال، نعل اسب جایگاه خود را دارد و می‌تواند برای جلوگیری از آسیب‌های بیش از حد یا غیرطبیعی به پا سودمند باشد. بسیاری از اسب‌ها در طول سال بدون نعل به سر می‌برند. برخی هم از حفاظت‌های موقت مانند چکمه‌های سم، برای استفادهٔ کوتاه مدت استفاده می‌کنند.

## روند نعلبندی

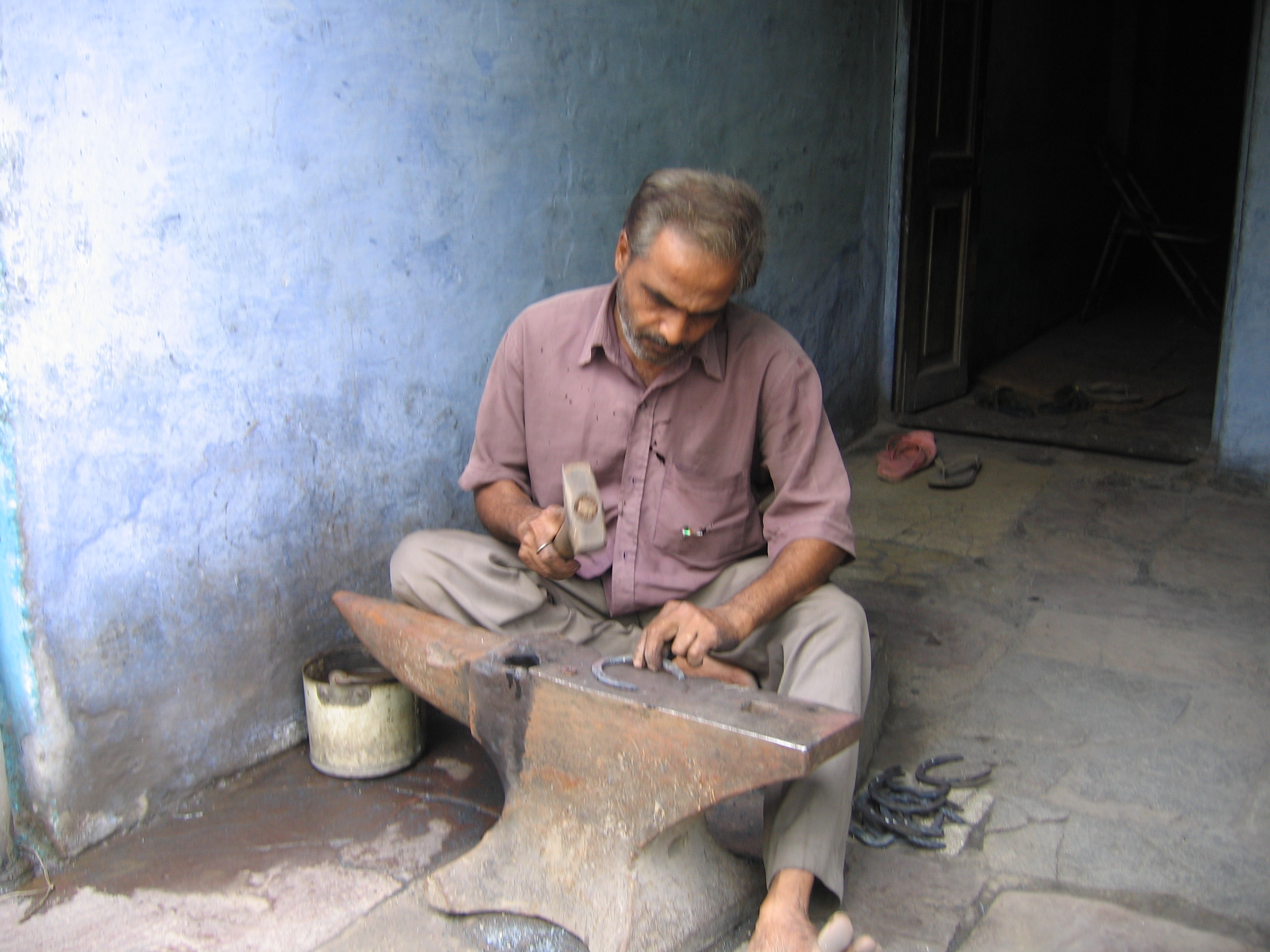
یک نعل‌بند /آهنگر در هند.

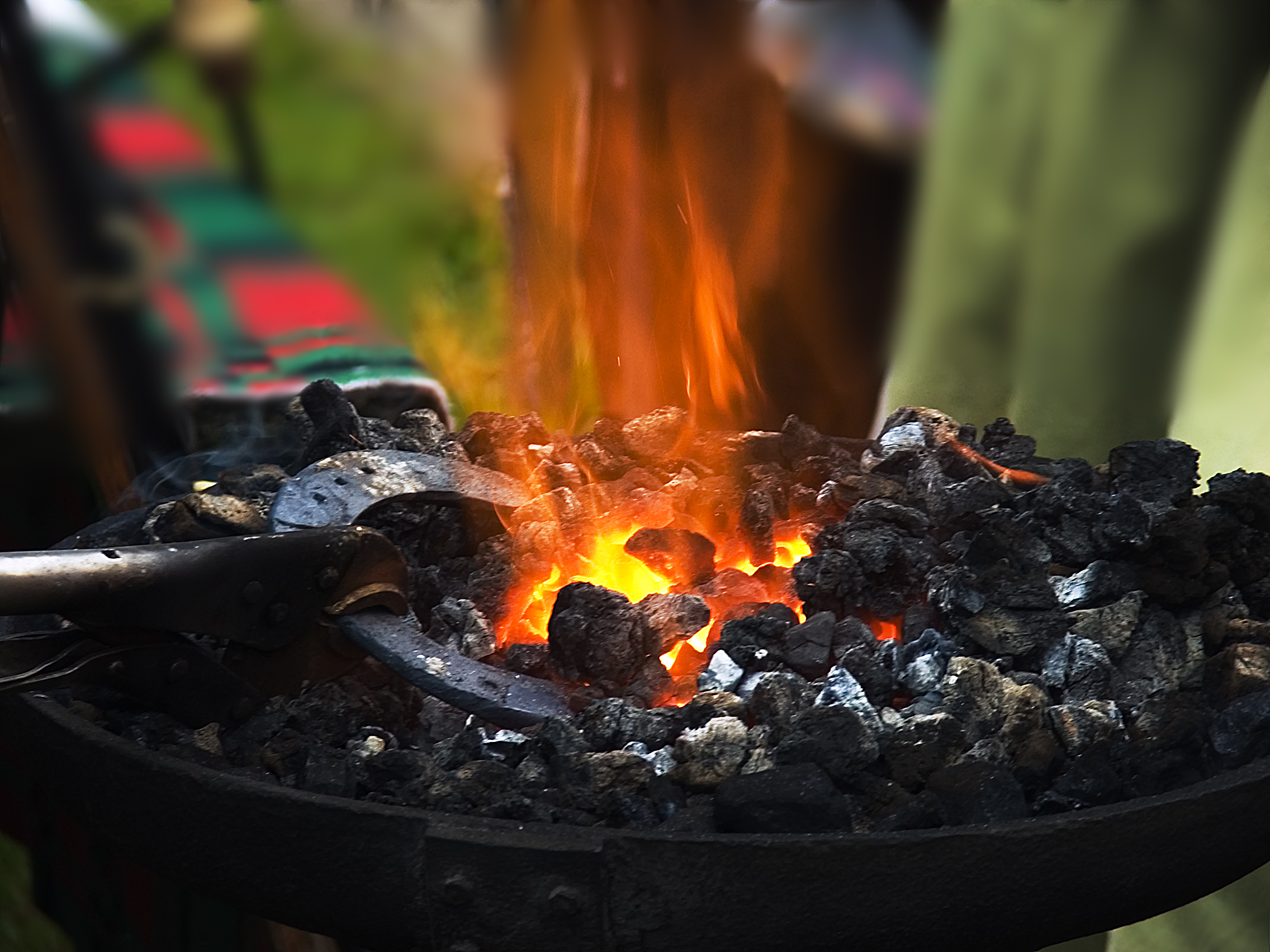
یک نعل اسب در کوره. The metal is softened so that it can be more precisely shaped to the horse's hoof.

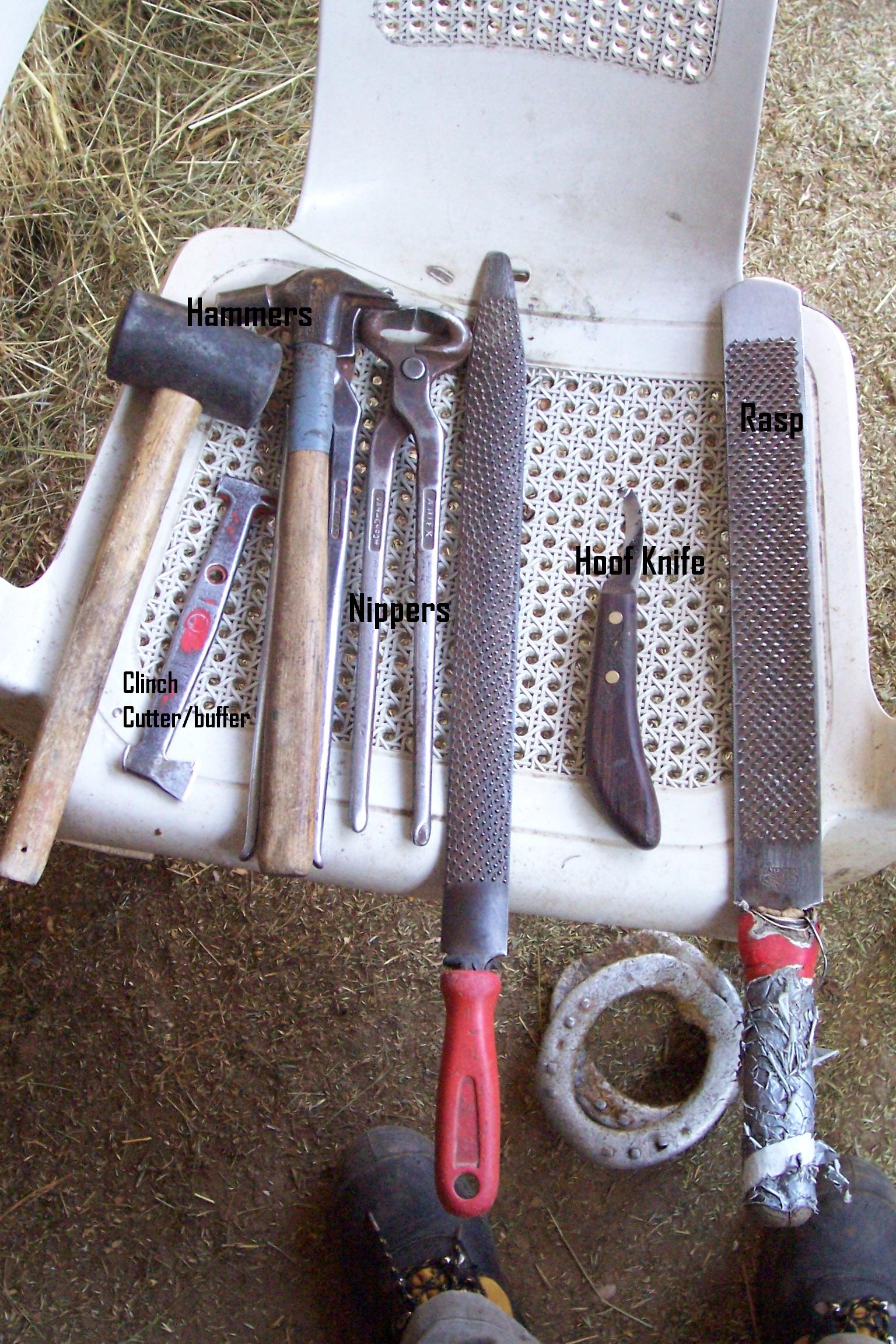
ابزار نعل‌بندی

نعلبندی، هنگامی که به درستی انجام پذیرد، با هیچ دردی برای حیوان همراه نیست. نعلبندان بخش غیرحساس از سم را، یعنی همان منطقه که بخش رویندهٔ سم در آنجا است می‌تراشند. این شبیه به انجام یک مانیکور در ناخن انسان است، تنها در مقیاس بسیار بزرگتری است.
قبل از شروع به نعلبندی، نعلبند با استفاده از گاز انبرها (ابزارهای کشش میخ و نعل) و سپس با تراش دیوارهٔ سم به بلندیِ مورد نظر با کمک کاردک ویژه، یک ابزار تیز انبردست مانند، و نیز قسمت میانی کف سم با چاقو است. نعل‌ها با پوشاندن سم از فرسایش طبیعی آن همان‌گونه که در طبیعت به‌طور طبیعی صورت می‌گیرد جلوگیری می‌کنند و پس از مدتی سم‌ها بیش از حد لازم بلند می‌شود. در اسب‌ها استخوان کافین در داخل سم باید در راستای استخوان‌های بخش بالاتر قرار گیرد. اگر سم بیش از حد بلند باشد، ارتفاع آن‌ها به انحراف دیگر استخوان‌ها تبدیل خواهد شد، که نتیجهٔ آن استرس بر روی پاهای اسب خواهد بود.
نعل سپس با پا اندازه‌سازی می‌شود و انحنای آن به شکل درست با استفاده از چکش و سندان خم می‌گردد، و تغییرات دیگر، مانند افزودن زبانه و گیره انجام می‌گیرد. نعل‌بندی می‌تواند به صورت نعل‌بندی سرد، که در آن خم کردن نعل فلزی بدون حرارت دادن آن انجام می‌شود، و نیز زمانی که امکان خم کردن فلز بی‌آن‌که نیاز به استفاده از کوره باشد صورت می‌گیرد. نعل‌بندی داغ می‌تواند وقت‌گیر باشد و نیاز به دسترسی نعل‌بند به کوره است؛ با این حال، این روش معمولاً هم‌خوانی و مناسب بهتری فراهم می‌کند، از نشان‌های نعلِ گداخته بر سمِ تازه تراشیده‌شده، نعل‌بند می‌تواند ناهمگونی نهفتهٔ نعل ساخته‌شده را ببیند و اصلاح کند. همچنین به نعل‌بند اجازه می‌دهد تغییرات بیشتری مانند طراحی و ایجاد «کالکین»، یا «کالک»، کلیپ و یک‌چهارم کلیپ و غیره بر نعل به وجود بیاورد. نعل‌بند باید مراقبت باشد که نعل گداخته را برای مدتی بیش از حد و طولانی در برابر سم قرار ندهد، گرما می‌تواند به سم آسیب برساند.
نعل‌های گرم در آب قرار می‌گیرند تا آن‌ها را خنک کنند. پس از آن، نعل‌بند نعل را با کوبیدن میخ در سم‌ها در دیوارهٔ حصیری در خط سفید سم وارد می‌کند. میخ‌ها به گونه‌ای شکل داده‌شده‌اند که با ورودشان به داخل سم، آن‌ها به سمت بیرون از دیواره خم می‌شوند و به این ترتیب از ورود آن‌ها به قسمت حساس پا جلوگیری می‌شود، به طوری که در طرف سطح بیرونی سم ظاهر می‌شوند. هنگامی که میخ به‌طور کامل به داخل سم رانده شد، نعل‌بند انتهای تیز آن‌ها را از بین می‌برد و برای این کار از کلینچر استفاده می‌کند (یک نوع انبر که برای این منظور ساخته شده‌است) یا از چکش برای خم کردن انتهای میخ‌ها استفاده می‌کند تا تقریباً هم‌سطح دیواره سم شوند. این‌کار مانع از گیر کردن آن‌ها به اطراف و نیز کمک به نگه‌داشتن میخ در جای خود و در نتیجه نگه‌داشتن بهتر نعل در جای خود است.
نعل‌بند پس از آن با استفاده از یک سوهان بزرگ، لبه‌ها را صاف و هر لبهٔ تیز را از سم‌ها حذف می‌کند.